# Noorwegen op het Eurovisiesongfestival 2015

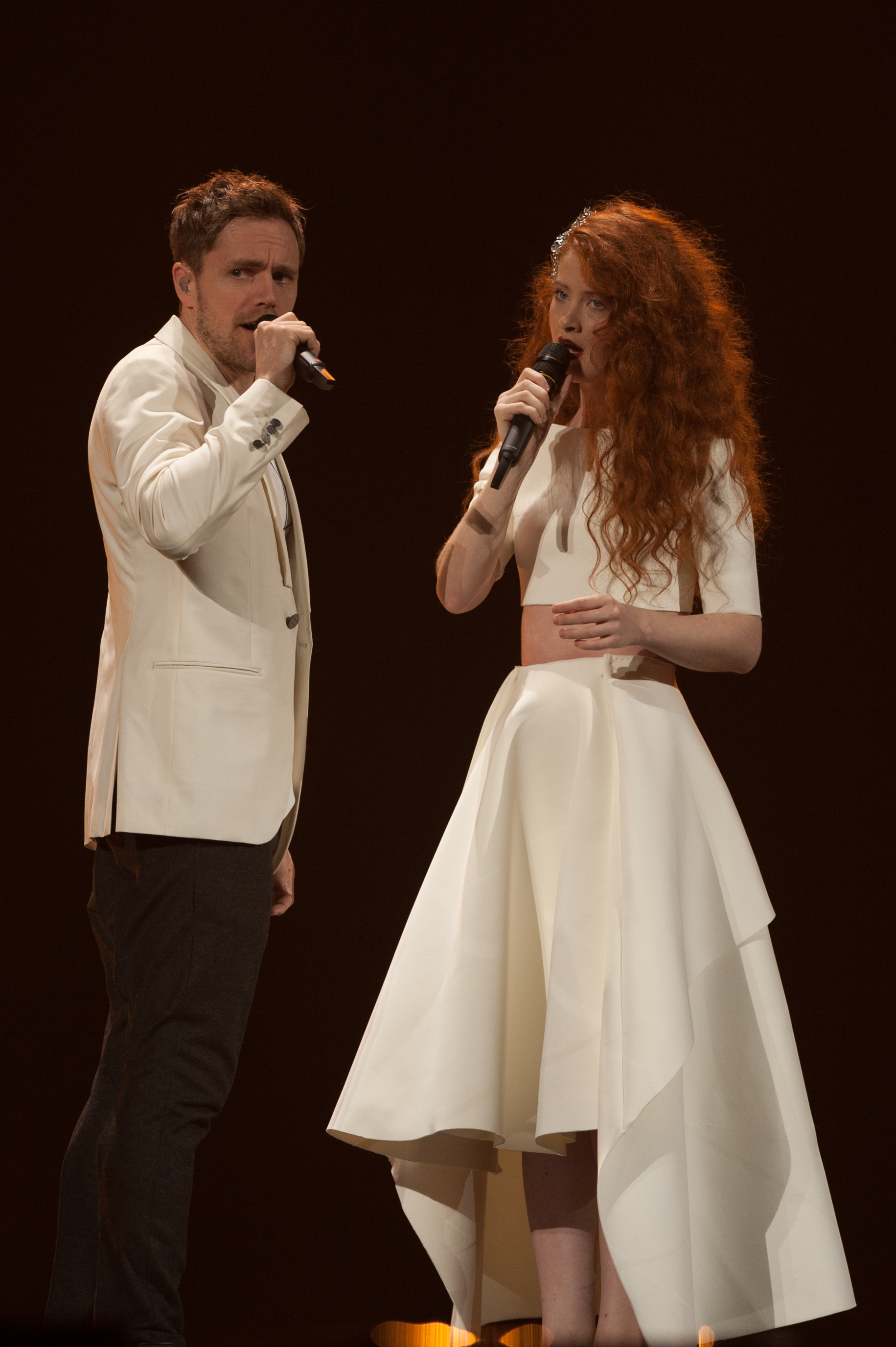
Mørland en Scarlett in Wenen

Noorwegen nam deel aan het Eurovisiesongfestival 2015 in Wenen, Oostenrijk. Het was de 54ste deelname van het land aan het Eurovisiesongfestival. NRK was verantwoordelijk voor de Noorse bijdrage voor de editie van 2015.

## Selectieprocedure
Op 21 mei 2014, amper elf dagen na afloop van het Eurovisiesongfestival 2014, maakte de Noorse openbare omroep bekend te zullen deelnemen aan de zestigste editie van het Eurovisiesongfestival. Op 5 juni 2014 openden de inschrijvingen voor Melodi Grand Prix, die liepen tot 1 september 2014. Er werden in totaal 800 inzendingen ontvangen, 200 meer dan het jaar voordien. Vervolgens ging een selectiecomité aan de slag om elf acts te selecteren voor deelname aan Melodi Grand Prix 2014. Hun namen werden op 21 januari 2015 vrijgegeven.
Voor het tweede jaar op rij werd het format van Melodi Grand Prix gewijzigd en kleinschaliger gemaakt. Tot 2013 werd elke show in een andere stad gehouden. In 2014 werden de drie halve finales en de finale uitgezonden vanuit hoofdstad Oslo. Dit jaar koos NRK ervoor slechts één show te organiseren, op zaterdag 14 maart 2015. Traditiegetrouw werd de nationale finale gehouden in het Oslo Spektrum. Ook werd er voor het eerst in zeventien jaar gebruikgemaakt van een orkest. De 53ste editie van Melodi Grand Prix werd gepresenteerd door Silya Nymoen en Kåre Magnus Bergh.
De Noorse preselectie werd uiteindelijk gewonnen door Mørland & Debrah Scarlett met het nummer A monster like me.

## Melodi Grand Prix 2015
14 maart 2015
| Volgorde | Artiest                   | Lied                |
| -------- | ------------------------- | ------------------- |
| 1        | Alexandra Joner           | Cinderella          |
| 2        | Contrazt                  | Heaven              |
| 3        | Erlend Bratland           | Thunderstruck       |
| 4        | Ira Constantinidis        | We don't worry      |
| 5        | Jenny Langlo              | Next to you         |
| 6        | Karin Park                | Human beings        |
| 7        | Marie Klåpbakken          | Ta meg tilbake      |
| 8        | Mørland & Debrah Scarlett | A monster like me   |
| 9        | Raylee                    | Louder              |
| 10       | Staysman & Lazz           | En godt stekt pizza |
| 11       | Tor & Bettan              | All over the world  |

Superfinale
| Plaats | Artiest                   | Lied                | Stemmen |
| ------ | ------------------------- | ------------------- | ------- |
| 1      | Mørland & Debrah Scarlett | A monster like me   | 88.869  |
| 2      | Erlend Bratland           | Thunderstruck       | 85.373  |
| 3      | Staysmann & Lazz          | En godt stekt pizza | 69.199  |
| 4      | Tor & Bettan              | All over the world  | 43.686  |

## In Wenen
Noorwegen trad in Wenen in de tweede halve finale aan, op donderdag 21 mei. Morland & Debrah Scarlett traden als zesde van de zeventien landen op, na Amber uit Malta en voor Leonor Andrade uit Portugal. Noorwegen werd vierde met 123 punten, waarmee het doorging naar de finale op zaterdag 23 mei.
In de finale trad Noorwegen als negende van de 27 acts aan, na Bojana Stamenov uit Servië en voor Måns Zelmerlöw uit Zweden. Noorwegen eindigde als achtste met 102 punten.